# Regierung Modrow
Die Regierung Modrow bildete im Zuge der friedlichen Revolution die Regierung der Deutschen Demokratischen Republik (DDR) vom 13./18. November 1989 bis zu den freien Volkskammerwahlen am 18. März 1990. Sie wurde von den Mitgliedern der noch unfrei gewählten Volkskammer bestimmt und bestand als Allparteienregierung aus Mitgliedern der SED/PDS und den Blockparteien und Massenorganisationen in der Volkskammer.
Am 5. Februar 1990 nahm Modrow Vertreter der neuen oppositionellen Gruppierungen des zentralen Runden Tisches als Minister ohne Geschäftsbereich in die Regierung auf. Es entstand bis 12. April 1990 die Regierung der nationalen Verantwortung. Im Anschluss übernahm die aus der Allianz für Deutschland hervorgegangene Regierung de Maizière die Regierungsgeschäfte und Beitrittsverhandlungen bis zur Wiedervereinigung am 3. Oktober 1990.  
| Amt                                                                                      | Name                                                         | Partei | Partei  | Staatssekretäre |
| ---------------------------------------------------------------------------------------- | ------------------------------------------------------------ | ------ | ------- | --- |
| Vorsitzender des Ministerrates                                                           | Hans Modrow                                                  |        | SED/PDS | Harry Möbis (SED) Leiter des Sekretariats des VMR Walter Halbritter (SED) (Dezember 1989 bis Februar 1990) Beauftragter des VMR für den Zentralen Runden Tisch und für die Auflösung des Amtes für Nationale Sicherheit |
| Stellvertreter des Vorsitzenden des Ministerrates und Minister für Wirtschaft            | Christa Luft                                                 |        | SED/PDS | Klaus-Christian Fischer (SED) (ab 27. November 1989) |
| Stellvertreter des Vorsitzenden des Ministerrates und Minister für örtliche Staatsorgane | Peter Moreth                                                 |        | LDPD    | Manfred Preiß (LDPD) (ab Januar 1990) |
| Stellvertreter des Vorsitzenden des Ministerrates und Minister für Kirchenfragen         | Lothar de Maizière                                           |        | CDU     | Hermann Kalb (CDU) (ab Januar 1990) Staatssekretär und Leiter des Amts für Kirchenfragen |
| Minister für Auswärtige Angelegenheiten                                                  | Oskar Fischer                                                |        | SED/PDS | Herbert Krolikowski (SED) (bis Februar 1990) Alfred Bruno Neumann |
| Minister des Inneren                                                                     | Lothar Ahrendt                                               |        | SED/PDS | |
| Minister der Verteidigung                                                                | Theodor Hoffmann                                             |        | SED/PDS | |
| Minister für Finanzen und Preise                                                         | Uta Nickel (bis 24. Januar 1990) Walter Siegert              |        | SED/PDS | Walter Siegert (SED) |
| Minister für Bildung und Jugend                                                          | Hans-Heinz Emons (ab 30. November 1989 Minister für Bildung) |        | SED/PDS | |
| Minister für Kultur                                                                      | Dietmar Keller                                               |        | SED/PDS | Friedhelm Grabe (SED) |
| Vorsitzender der Staatlichen Plankommission                                              | Gerhard Schürer (bis 11. Januar 1990)                        |        | SED/PDS | Wolfgang Greß (SED) Staatssekretär für den Bereich Investitionen und Wissenschaft/Technik |
| Vorsitzender des Wirtschaftskomitees (ab 11. Januar 1990)                                | Karl Grünheid                                                |        | SED/PDS | Wolfgang Greß (SED) |
| Minister für Schwerindustrie                                                             | Kurt Singhuber                                               |        | SED/PDS | |
| Minister für Maschinenbau                                                                | Karl Grünheid (bis 11. Januar 1990) Hans-Joachim Lauck       |        | SED/PDS | |
| Minister für Leichtindustrie                                                             | Gunter Halm                                                  |        | NDPD    | |
| Minister für Wissenschaft und Technik                                                    | Peter-Klaus Budig                                            |        | LDPD    | Klaus Stubenrauch (SED) |
| Minister für Handel und Versorgung                                                       | Manfred Flegel                                               |        | NDPD    | Werner Jurich (SED) |
| Minister für Bauwesen und Wohnungswirtschaft                                             | Gerhard Baumgärtel                                           |        | CDU     | Michael Bräuer (ab Januar 1990) |
| Minister für Außenwirtschaft                                                             | Gerhard Beil                                                 |        | SED/PDS | Alexander Schalck-Golodkowski (SED) (bis 6. Dezember 1989) |
| Minister für Tourismus                                                                   | Bruno Benthien                                               |        | LDPD    | |
| Minister für Gesundheits- und Sozialwesen                                                | Klaus Thielmann                                              |        | SED/PDS | Horst Schönfelder (CDU) |
| Minister der Justiz                                                                      | Hans-Joachim Heusinger (bis 11. Januar 1990) Kurt Wünsche    |        | LDPD    | Siegfried Wittenbeck (SED) Hans Ranke (SED) (bis 30. November 1989) Ulrich Roehl (SED) (30. November 1989 bis 4. Januar 1990) Wolfgang Peller (SED) (ab 4. Januar 1990)                                                 |
| Minister für Post und Fernmeldewesen                                                     | Klaus Wolf                                                   |        | CDU     | Manfred Calov (SED) Staatssekretär und Vorsitzender der Staatlichen Frequenzkommission der DDR |
| Minister für Verkehrswesen                                                               | Heinrich Scholz (bis Februar 1990) Herbert Keddi             |        | SED/PDS | Heinz Schmidt (SED) (bis Januar 1990) Michael Kunze (NDPD) (18. Januar 1990 bis 8. Februar 1990) |
| Minister für Umweltschutz und Wasserwirtschaft                                           | Hans Reichelt (bis 11. Januar 1990) Peter Diederich          |        | DBD     | |
| Minister für Land-, Forst- und Nahrungsgüterwirtschaft                                   | Hans Watzek                                                  |        | DBD     | |
| Minister für Arbeit und Löhne                                                            | Hannelore Mensch                                             |        | SED/PDS | |
| Leiter des Amtes für Nationale Sicherheit (bis 11. Januar 1990)                          | Wolfgang Schwanitz                                           |        | SED/PDS | |
| Regierungssprecher und Leiter des Presseamtes                                            | Wolfgang Meyer                                               |        | SED/PDS | |
| Staatssekretär und Leiter des Amtes für Jugend und Sport (ab 30. November 1989)          | Wilfried Poßner                                              |        | SED/PDS | Günter Erbach (bis Februar 1990) 1. stellvertretender Leiter |
| Minister ohne Geschäftsbereich (ab 5. Februar 1990)                                      | Tatjana Böhm                                                 |        | UFV     | |
| Minister ohne Geschäftsbereich (ab 5. Februar 1990)                                      | Rainer Eppelmann                                             |        | DA      | |
| Minister ohne Geschäftsbereich (ab 5. Februar 1990)                                      | Sebastian Pflugbeil                                          |        | NF      | |
| Minister ohne Geschäftsbereich (ab 5. Februar 1990)                                      | Gerd Poppe                                                   |        | IFM     | |
| Minister ohne Geschäftsbereich (ab 5. Februar 1990)                                      | Walter Romberg                                               |        | SPD     | |
| Minister ohne Geschäftsbereich (ab 5. Februar 1990)                                      | Klaus Schlüter                                               |        | Liga    | |
| Minister ohne Geschäftsbereich (ab 5. Februar 1990)                                      | Wolfgang Ullmann                                             |        | DJ      | |
| Minister ohne Geschäftsbereich (ab 5. Februar 1990)                                      | Matthias Platzeck                                            |        | Grüne   | |
| Minister ohne Geschäftsbereich (ab 5. Februar 1990)                                      | nicht besetzt                                                |        | VL      | |